# Christian C. A. Lange

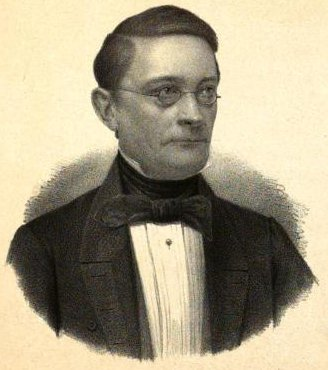
Christian C. A. Lange

Christian Christoph Andreas Lange (* 13. August 1810 in Bærum; † 10. Mai 1861 in Christiania) war ein norwegischer Historiker und Archivar.
Seine Eltern waren der Landwirt Balthazar Michael Lange (1782–1812) und dessen Frau Ovidia Margrethe Christine Messel (1787–1883). Am 24. August 1836 heiratete er Maren Kristine Breda (2. Juni 1816–30. November 1894), Tochter des Oberstleutnant Halvor Breda (1781/82–1844) und dessen Frau Elen Johanne Koch (1786/87–1844).
Als 1813 in Dänemark-Norwegen die Inflation ausbrach, verlor die Familie den Großteil ihres Vermögens. Gleichwohl konnte er die Kathedralschule in Christiania besuchen und legte 1827 sein Examen artium ab und begann ein Theologiestudium. An der Universität trat er mit dem Vetter seiner Mutter Rudolf Keyser, dem späteren Professor für Geschichte, in Verbindung. Dadurch lernte er auch P. A. Munch und den Philologen Carl Richard Unger kennen und kam so in den Kern des Milieus der ersten Fachhistoriker Norwegens, die von den dänischen Historikern spöttisch „Die norwegische historische Schule“ genannt wurden. 1833 legte er das theologische Examen ab und wurde Lehrer in Religion, Norwegisch, Geschichte und Geographie beim Seekadettenkorps in Fredriksvern (heute Stavern).
Nach dem Tode Henrik Wergelands 1845 wurde er zum Reichsarchivar ernannt. Das blieb er bis zu seinem Tode. Er begann mit grundlegenden Ordnungsmaßnahmen im Archiv, das seit seiner Gründung 1818 stark vernachlässigt worden war. 1850 bis 1851 nahm er an den Archivverhandlungen mit Dänemark teil, die in den Archivvertrag vom 13. September 1851 mündeten. Auf Grund dieses Vertrages kam wertvolles Archivmaterial von Dänemark nach Norwegen.
In Fredriksvern hatte er einen Buchhandel eröffnet, aber erst nach seiner Übersiedlung nach Christiania als Reichsarchivar begann er mit der Herausgabe von Quellen und Zeitschriften. Von 1842 bis 1852 redigierte er Norsk Tidsskrift for Videnskab og Litteratur (Norwegische Zeitschrift für Wissenschaft und Literatur). Diese Zeitschrift wurde eine der ersten populärwissenschaftlichen Periodika und spielte eine große Rolle bei der Entwicklung der norwegischen Nation. Es gelang ihm, bekannte Wissenschaftler für seine Zeitung zu gewinnen.
Ende der 1840er Jahre spielte Lange eine zentrale Rolle bei dem Versuch, eine norwegische historische Gesellschaft zu gründen, nachdem die „Samfundet til det norske Folks Sprog og Historie“ (Die Gesellschaft für die Sprache und Geschichte des norwegischen Volkes) 1839 ihr Ende gefunden hatte. Lange übernahm auch die Herausgabe eines norwegischen Verfasserlexikons für die Jahre 1814–1856, das in den Jahren 1857 bis 1863 herauskam.
1849 unternahm er zusammen mit Carl Richard Unger die Herausgabe norwegischer Mittelalterdiplome, und bis 1861 leitete er die Herausgabe der ersten Bände des Diplomatarium Norvegicum. 1857 bewilligte das Storting eine feste jährliche Summe für Quelleneditionen, und Lange verwaltete diese Mittel. Dazu nahm er die Herausgabe der Norske Rigsregistranter in Angriff, deren erster Band einige Monate nach seinem Tode erschien.
Christian Lange war ein Pionier bei der Ermittlung der norwegischen Geschichte nach 1537 (als Norwegen zur dänischen Provinz erklärt wurde), der mit seinen Forschungen eine wichtige Grundlage zur Neubewertung der „Dänischen Zeit“ legte. Spätere Historiker wie Ludvig L. Daae bauten auf seinen Ergebnissen auf, wenn sie auch oft eine völlig andere Sicht auf diese Zeit hatten.
Lange hat nur ein einziges größeres Werk selbst erstellt: De norske Klostres Historie i Middelalderen. Es verarbeitete seine eigenen Forschungen im In- und Ausland. Im Übrigen war er in erster Linie Herausgeber oder Mitherausgeber oder Organisator. Seine systematischen Editionen norwegischer Quellen wurden zu einer sicheren Grundlage für die weitere norwegische Geschichtsschreibung.

## Werke (Auswahl)
- De norske Klostres Historie i Middelalderen, 1845–1847 (Überarbeitete Auflage 1856).
- Diplomatarium Norvegicum (zusammen mit C. R. Unger), Band 1–5, 1849–1861
- Norske Samlinger (Mitherausgeber) Band 1, 1849–1850, Alleinherausgeber Band 2, 1858–1860
- Norsk Forfatter-Lexikon (Herausgeber) (1814–1856, 1857–1863)